# The Global Language Monitor
The Global Language Monitor er et firma, der med base i Austin i Texas indsamler, dokumenterer, analyserer og følger trends i sprogbrug verden over, særligt i forhold til det engelske sprog. Firmaet er særligt kendt for at udnævne "årets ord", for sine politiske analyser, for at rangliste universiteters popularitet, for at identificere high tech-buzzwords og for sine medieanalyser.